# Taft Museum of Art
Taft Museum of Art – muzeum sztuk pięknych położone w Cincinnati przy 316 Pike Street, znane jako jedno z najlepszych małych muzeów sztuki w Stanach Zjednoczonych. Zbudowana ok. 1820 siedziba muzeum figuruje na liście Narodowych Pomników Historycznych USA. W muzeum znajduje się blisko 700 dzieł sztuki, w tym obrazy mistrzów europejskich i amerykańskich, kolekcja chińskiej porcelany oraz eksponaty europejskiego rzemiosła artystycznego. Celem Taft Museum of Art jest zachowanie, wystawianie i dostarczanie informacji nt. jego unikatowych zbiorów i zabytkowego budynku, w którym się znajdują. Muzeum otwarto ponownie w 2004 roku po gruntownym remoncie, dzięki któremu powstała nowa galeria przeznaczona do wystaw specjalnych, urządzono na nowo ogrody, zbudowano parking i sklep muzealny.

## Historia

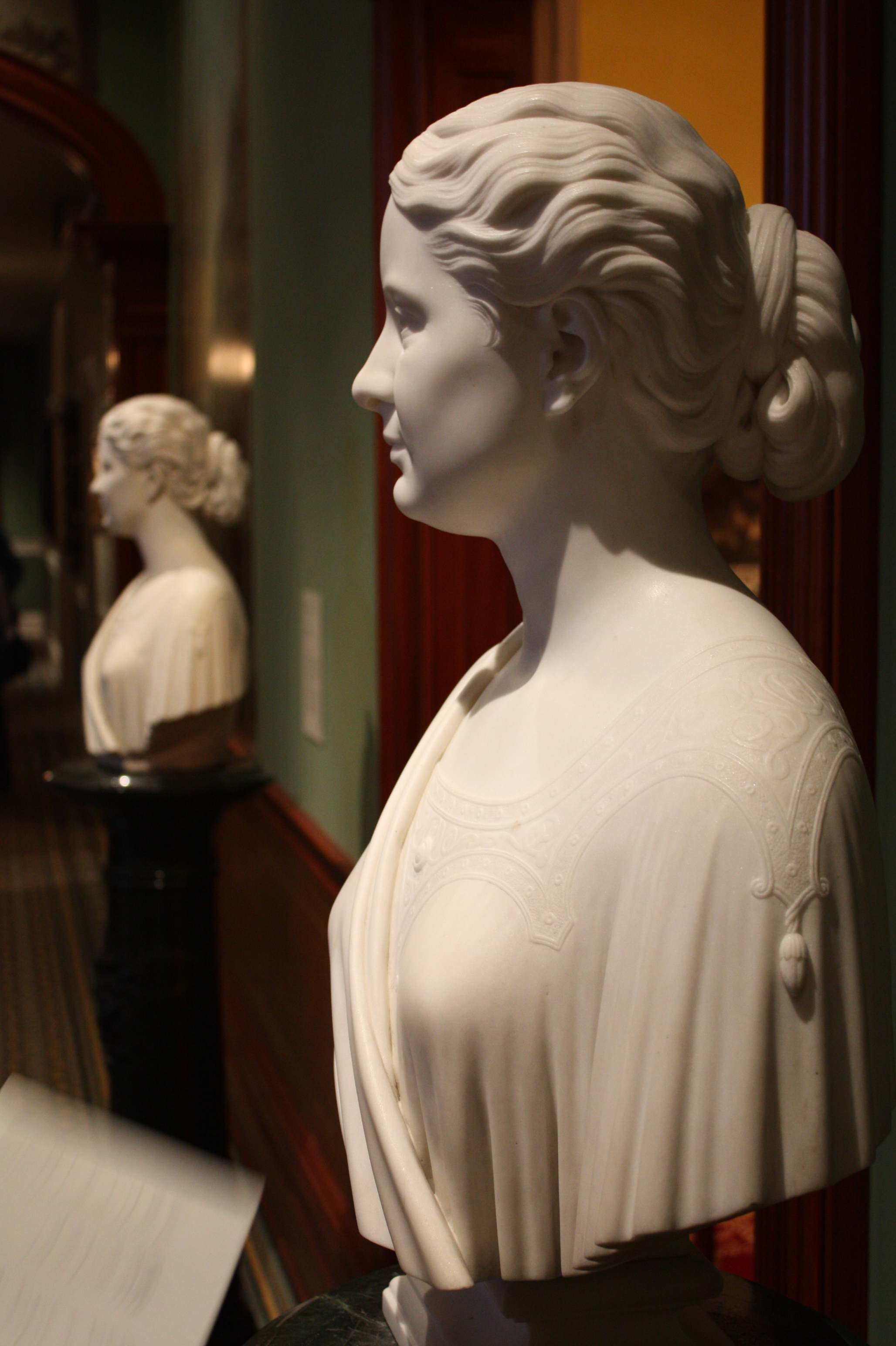
Marmurowe popiersie współzałożycielki muzeum, Anny Sinton Taft dłuta Hirama Powersa (1870)

Budynek muzeum, znany jako Baum-Longworth-Sinton-Taft House, został zbudowany około 1820 dla przedsiębiorcy Martina Bauma. Jest on najstarszą w USA budowlą drewnianą zachowaną lokalnie in situ, jest też uważany za jeden z najwspanialszych przykładów stylu stylu palladiańskiego w architekturze amerykańskiej.
Po Baumie budynek przeszedł w ręce polityka Nicholasa Longwortha. Odnowił on jego wnętrza oraz wynajął afroamerykańskiego malarza Roberta Duncansona do namalowania pejzażowych murali w foyer, które uważane jest obecnie za jeden z najwspanialszych apartamentów udekorowanych muralami pochodzącymi sprzed wojny secesyjnej.
Od Longwortha budynek kupił przemysłowiec David Sinton, ojciec współzałożycielki muzeum, Anny Sinton Taft, która mieszkała tu razem z mężem Charlesem Phelpsem Taftem od 1873 aż do ich śmierci, odpowiednio w 1929 i 1931. W 1908 przyrodni brat Charlesa Phelpsa Tafta, William Taft przyjął w tym domu nominację na prezydenta USA. W 1927 Taftowie zapisali w testamencie swój zabytkowy dom i własną kolekcję dzieł sztuki (liczącą 690 eksponatów) mieszkańcom miasta Cincinnati. Po przebudowie i modernizacji Baum-Longworth-Taft House został otwarty w 1932 jako Taft Muzeum.
15 maja 2004 Taft Museum of Art zostało po gruntownej renowacji i rozbudowie otwarte ponownie. Nowe obiekty, które doszły w wyniku rozbudowy, to m.in. galeria Fifth Third Gallery dla wystaw specjalnych, pokój edukacyjny Dater Educational Room, sala widowiskowo-odczytowa Luther Hall i sklep muzealny.
W galerii Fifth Third Gallery miało miejsce kilka interesujących wystaw, między innymi:
- „Fashion in Film: Period Costumes for the Screen” ukazująca zbiór kostiumów noszonych przez aktorów grających w takich filmach jak m.in.: „Titanic,” „Evita”, „Indiana Jones i świątynia zagłady” i in.
- „Antique Christmas” prezentująca dekoracje bożonarodzeniowe i zabawki z XIX i XX w.
- „TruthBeauty: Pictorialism and the Photograph as Art, 1845–1945” ukazująca artystyczny dorobek piktorializmu[3].

## Zbiory
Zbiory Taft Museum of Art obejmują:
- malarstwo dawnych mistrzów europejskich
- XIX-wieczne malarstwo amerykańskie
- sztukę chińską
- europejskie rzemiosło artystyczne
- rzeźbę europejską i amerykańską
- kolekcję zegarów z XVII–XIX w.
- kolekcję amerykańskich mebli z I poł. XIX w.[4]

### Malarstwo europejskie i amerykańskie

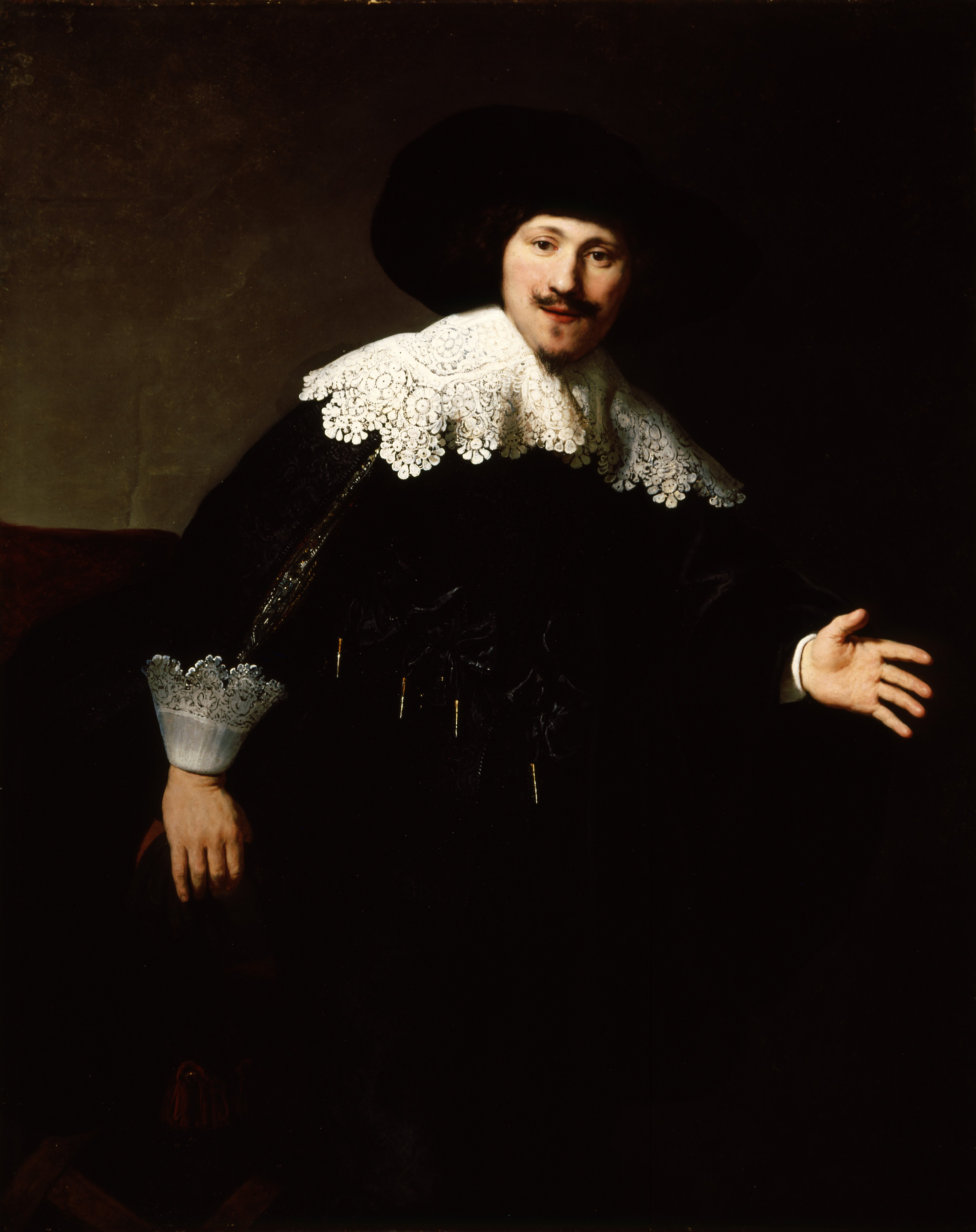
Rembrandt, Portret mężczyzny wstającego z krzesła, 1633
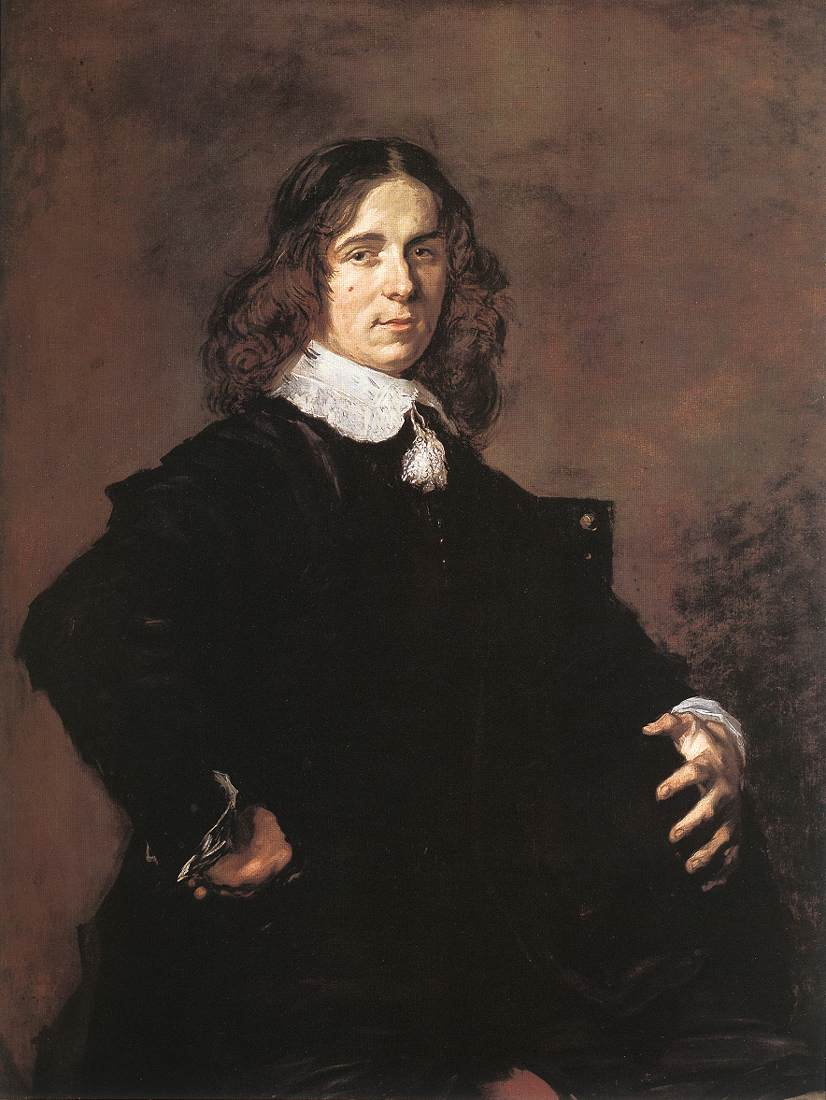
Frans Hals, Portret siedzącego mężczyzny trzymającego kapelusz, 1648–1650
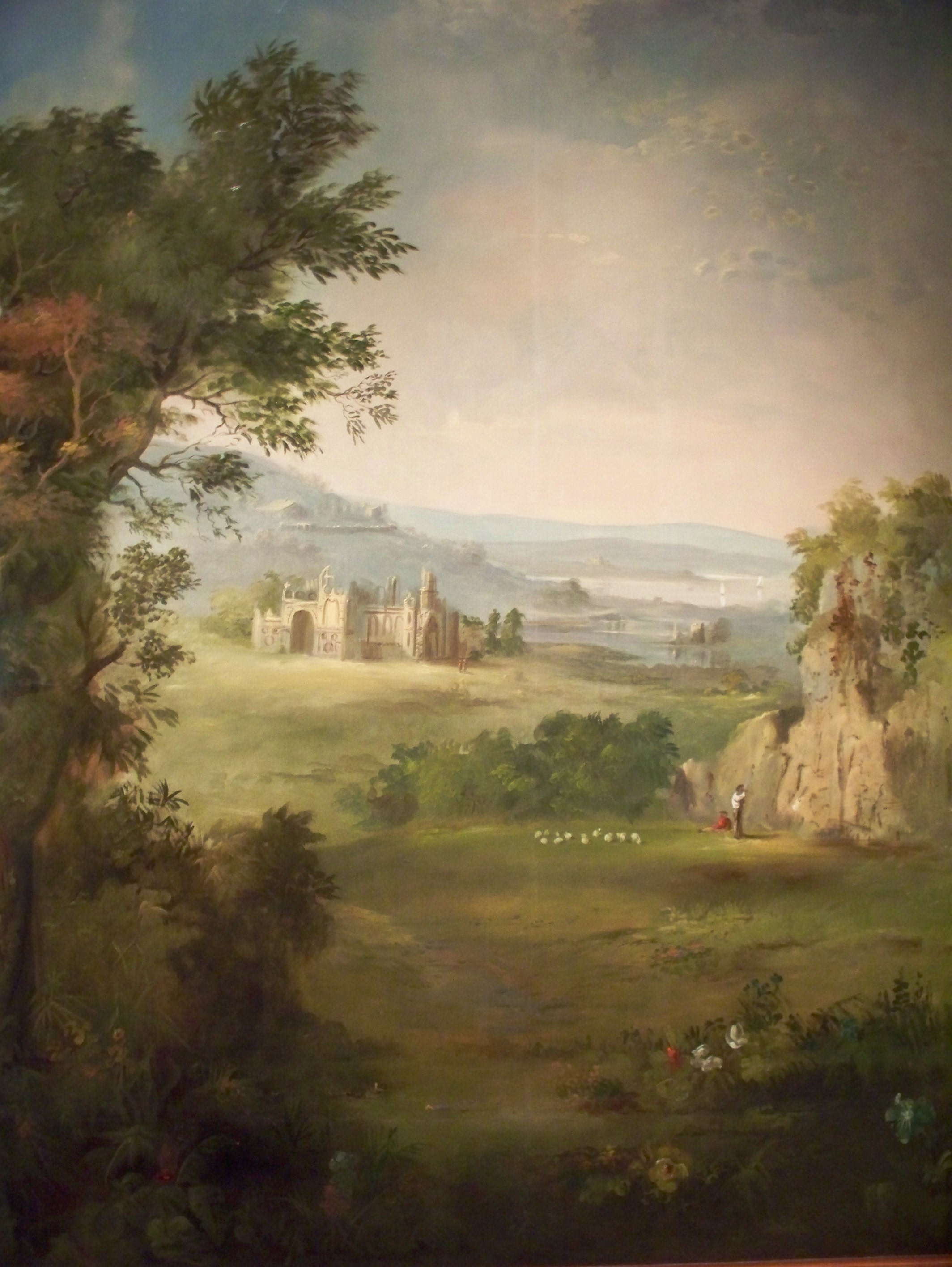
Robert Duncanson, mural pejzażowy, 1850–1852
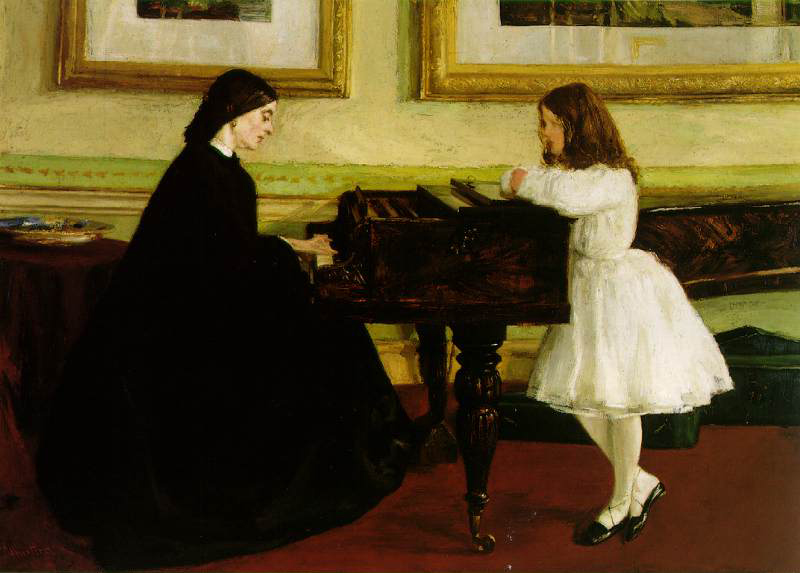
James McNeill Whistler, Przy fortepianie, 1858–1859

### Ceramika chińska

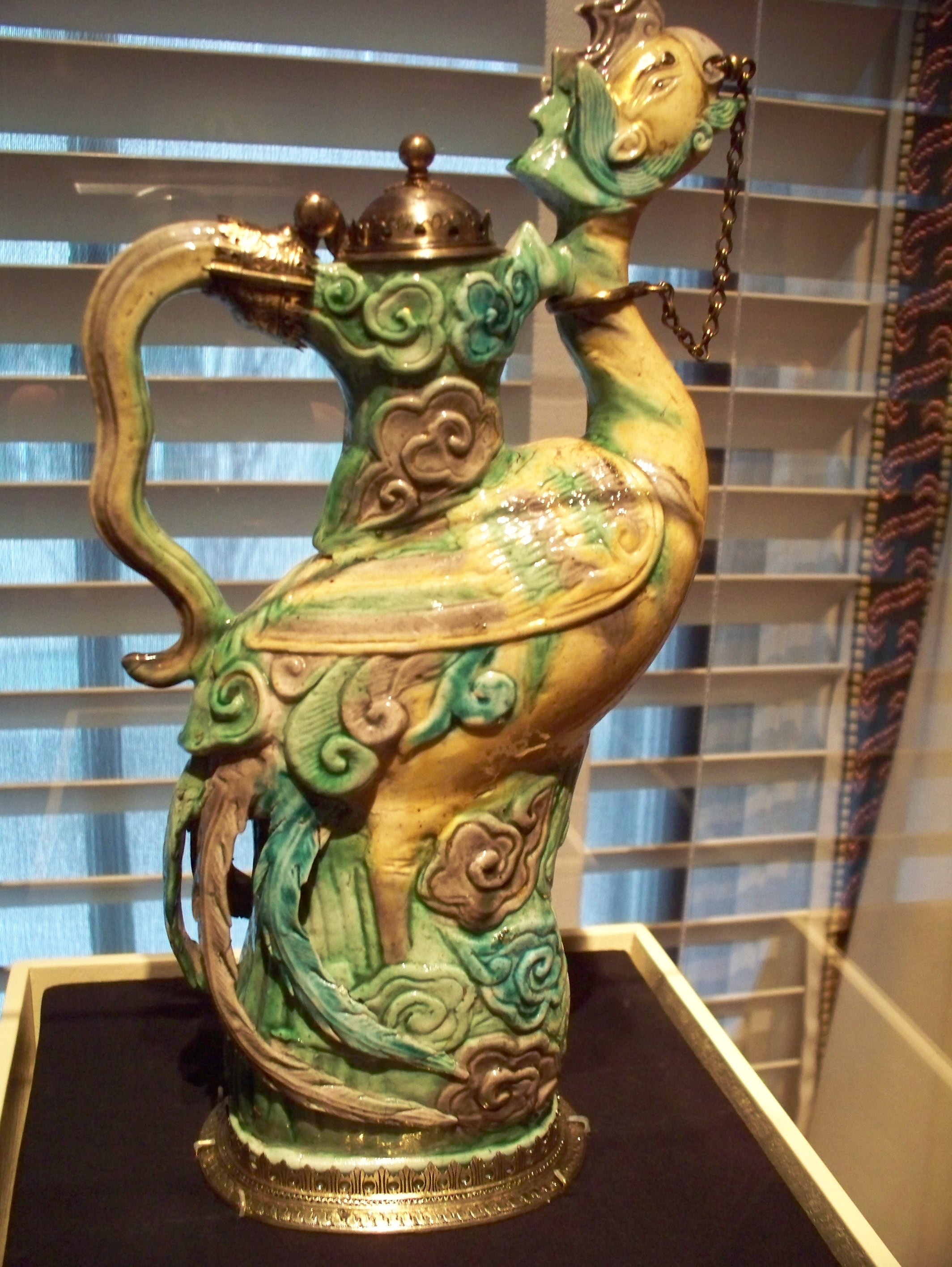
Dzbanek w kształcie feniksa, okres dynastii Ming, 1570–1580
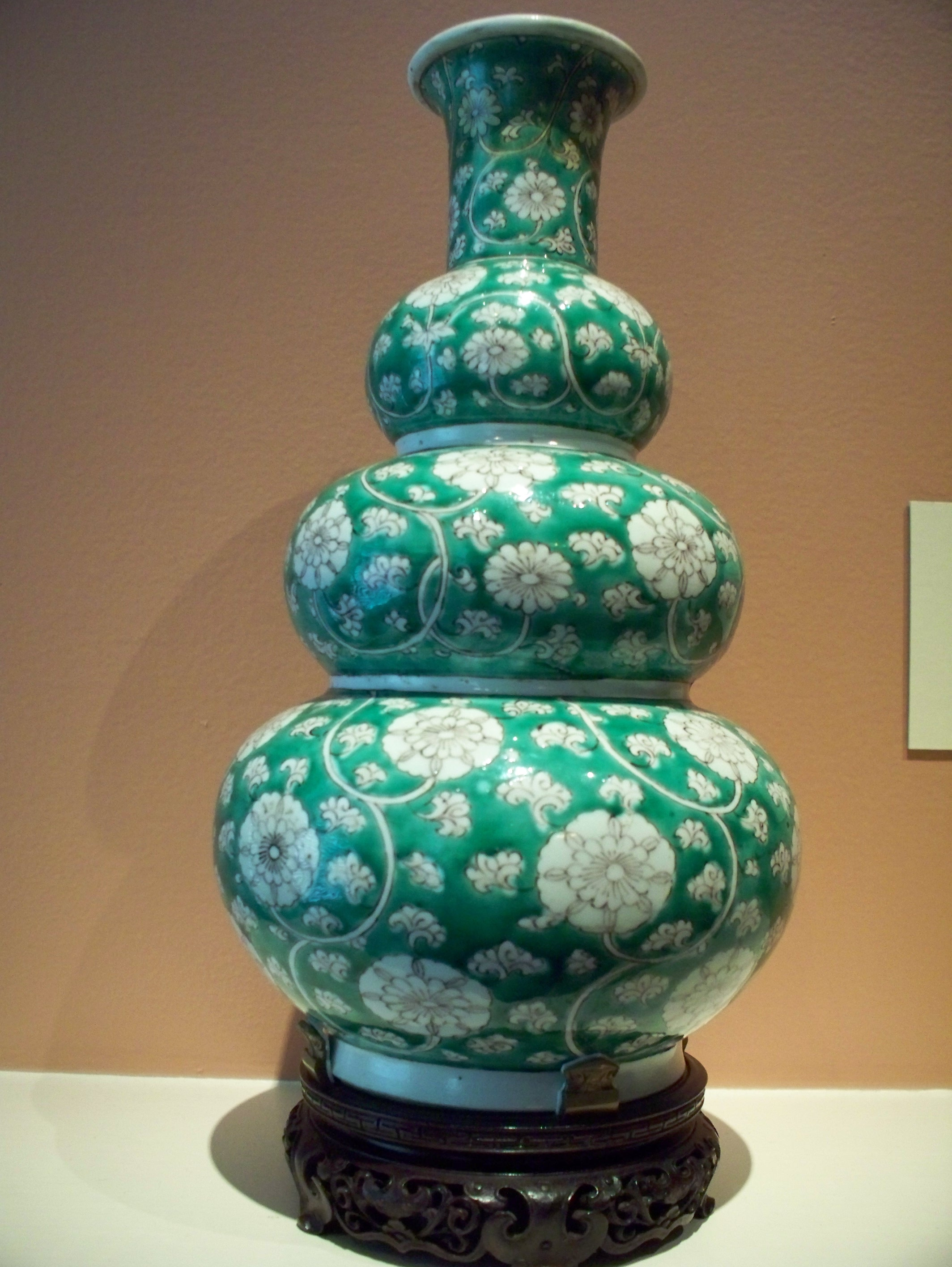
Wazon tykwowy, okres panowania cesarza Kangxi, ok. 1700
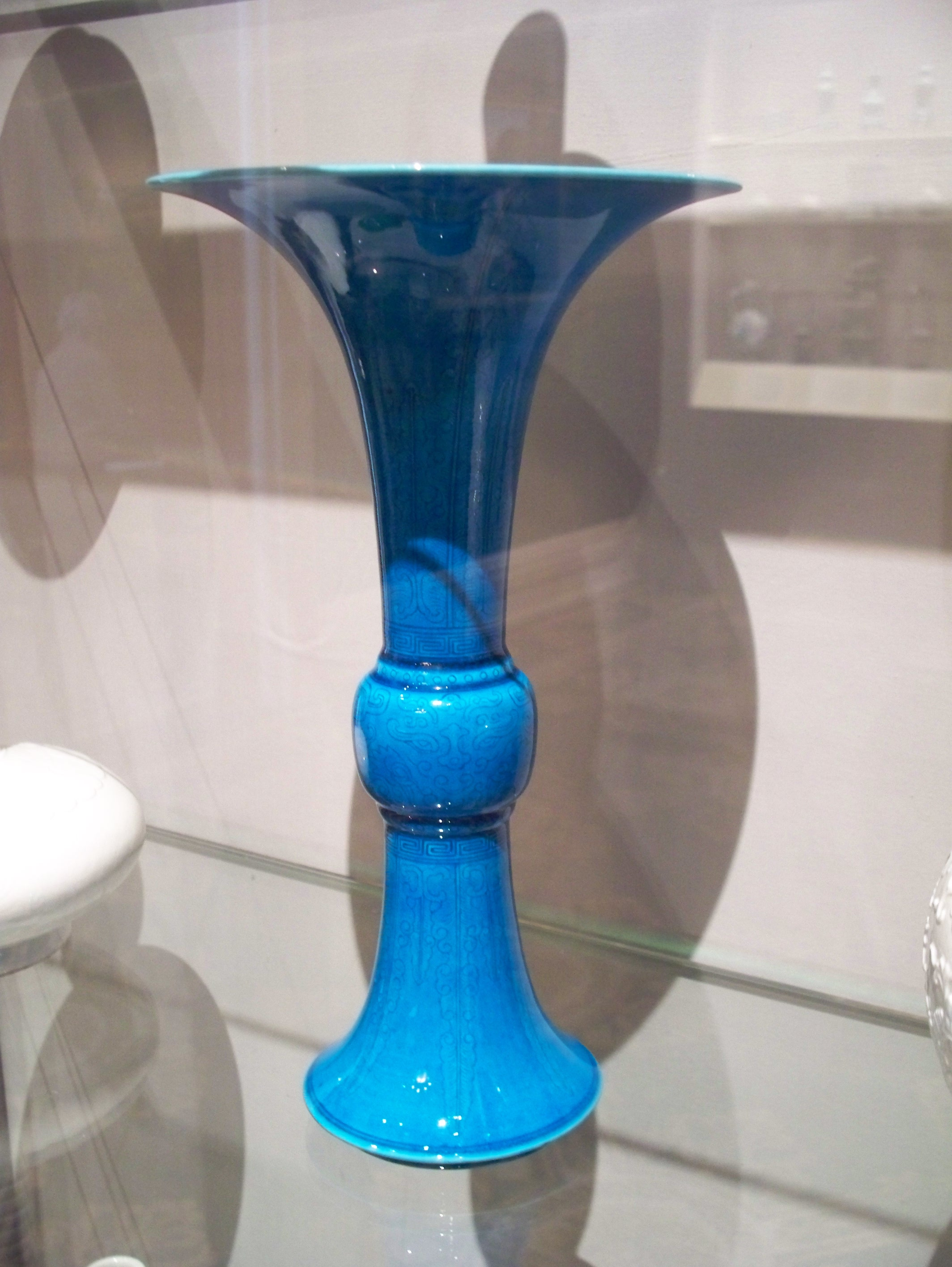
Puchar, okres panowania cesarza Qianlonga, 1750–1795
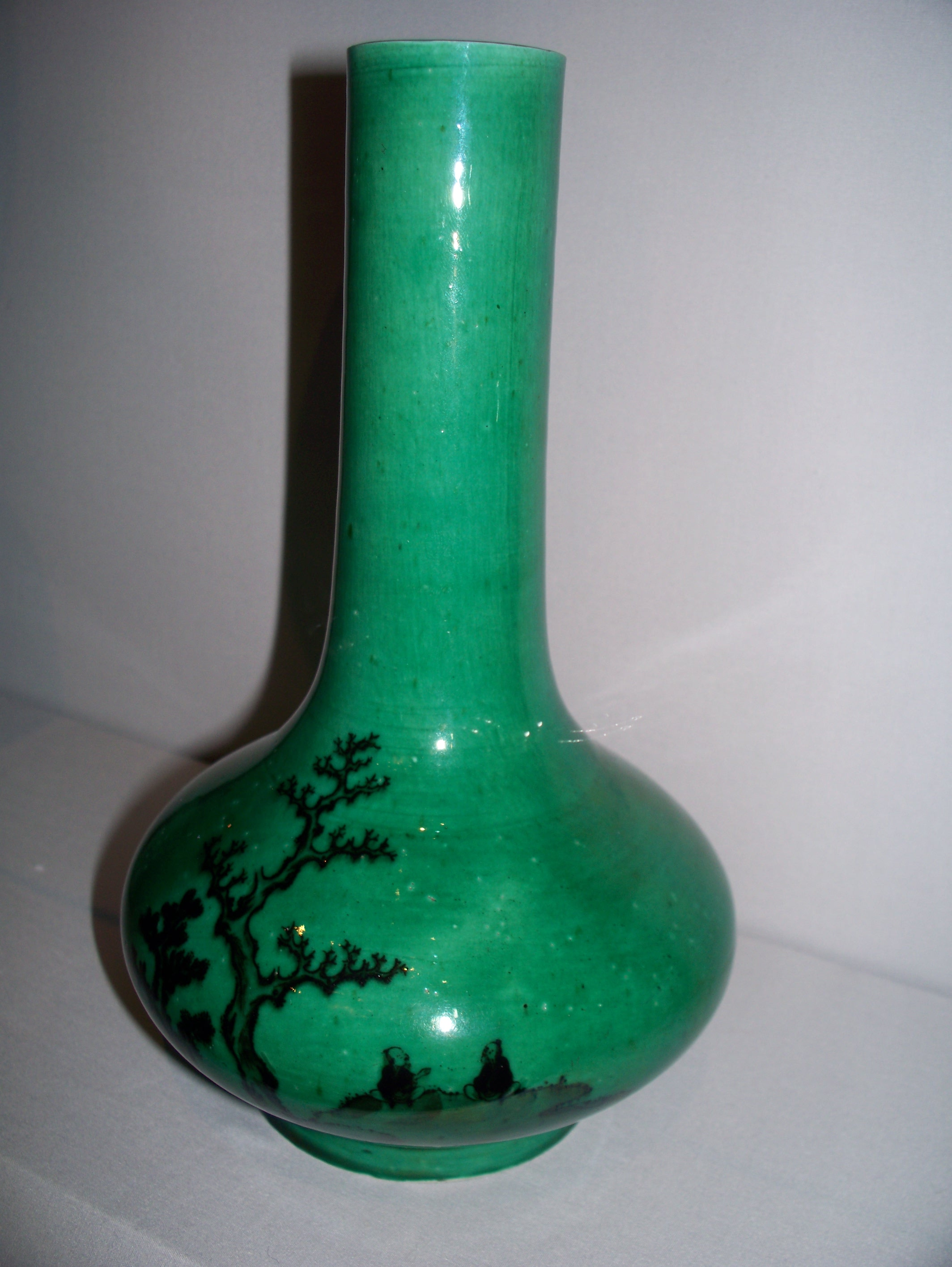
Wazon z motywem pejzażu, okres dynastii Qing, 1800–1850